# FC-95 Bishkek
FC-95 Bishkek é um clube de futebol do Quirguistão, com sede em Karakol. O clube disputa o Campeonato nacional do país. Tem como característica ser um clube com um plantel jovem, exportando seus jogadores.